# 1836

## أحداث
- تأسيس مدينة ليبيريا، كوستاريكا وتقع حاليا في كوستاريكا.
- تأسيس مدينة بانباري وتقع حاليا في أستراليا.
- 28 ديسمبر: تأسيس مدينة أديلايد وتقع حاليا في أستراليا.
- بداية حرب الكونفدرالية في 28 ديسمبر 1836 والتي انتهت في 15 أغسطس 1839.
- صك وبداية تداول الجنيه المصري.

## مواليد
- الحسن الأول بن محمد
- توماس اندرو أوزبورن
- جوزيف نورمان لوكير
- جيمس اي بويد
- زايد بن خليفة آل نهيان
- عبد الله بك الزهدي
- عبده الحامولي
- فرانشيسكو الثاني ملك الصقليتين
- فرنسيس مراش
- ليوبولد فون زاخر مازوخ
- نعمان الألوسي
- هنري كامبل بانرمان
- 3 يناير - ساكاموتو ريوما، ثوري ياباني
- عبد الله الفرج - شاعر كويتي

## وفيات
- أندري ماري أمبير
- أنطوان لوران دو جوسيو
- ابن عابدين
- جون بوند
- جون لودون ماك آدم
- جيمس ماديسون
- ديفد كروكيت
- ناثانييل بيتجر
- نافيير
- ويليام غودوين